# Jiří Klösel
Jiří Klösel (* 29. září 1965 Praha) je český malíř.

## Život
Jiří Klösel vystudoval Střední odbornou školu výtvarnou Emanuela Famíry (dnes Vyšší odborná škola a Střední umělecká škola Václava Hollara v Praze). Matka Zdenka Klöslová byla významná československá koreanistka, otec Radovan Klösel pracoval jako architekt a stál u počátků tvorby syna Jiřího, přičemž autorem fotografií větší části výstav byl právě otec Radovan. 
V roce 1988 Jiří Klösel emigroval do Vídně, kde se plně věnoval malbě a vystavoval zde až do roku 1995. Významným obdobím umělcova života bylo soužití s Kristou Klöslovou, roz. Procházkovou, v Praze a ve Vídni mezi lety 1987–1992, jež se stala inspirací pro velikou část jeho výtvarné tvorby. Od roku 1996 žije a pracuje v Praze.  
Jiří Klösel se věnuje kresbě, olejomalbě i fotografii. Pro svou tvorbu využívá moderní i klasické technologie. Klíčovým námětem k jeho tvorbě je život sám. 

## Výstavy
- 1990: Vídeň, galerie Celeste, samostatná výstava
- 1990: Baden, Casino Baden, samostatná výstava
- 1992: Praha, galerie Academia, samostatná výstava
- 1992: Vídeň, Pálffyho palác, skupinová výstava
- 1993: Vídeň, UNO-City, samostatná výstava
- 1997: Praha, Televizní klub Rohlík, Kavčí hory, samostatná výstava
- 2004: Praha, skupinová výstava v prostorách metra v rámci projektu Galerie Metr
- 2004: Praha, Školská 28 Komunikační prostor, samostatná výstava
- 2006: Praha, sídlo společnosti ČEZ, samostatná výstava
- 2008: Plzeň, Visio Art Gallery, samostatná výstava
- 2012: Praha, Klubovna 2. patro, Jiří Klösel & Jana Andrýsková
- 2019: Praha, Klubovna 2. patro. samostatná výstava
- 2024: Rumburk, Městská knihovna, samostatná výstava
- 2024: Rumburk, Bohemian Coffee House, samostatná výstava

## Dílo
- 1990: Sedící žena, skica
- 1992: Žena s rozpuštěnými vlasy
- 1992: Hlava, struktura
- 1992: Žena s obličejem ve stínu
- 1994: Pavlína, skica
- 1996: Figura na cestě
- 2021: Zátiší na baru
- 2023: Kalendář 2024

## Galerie

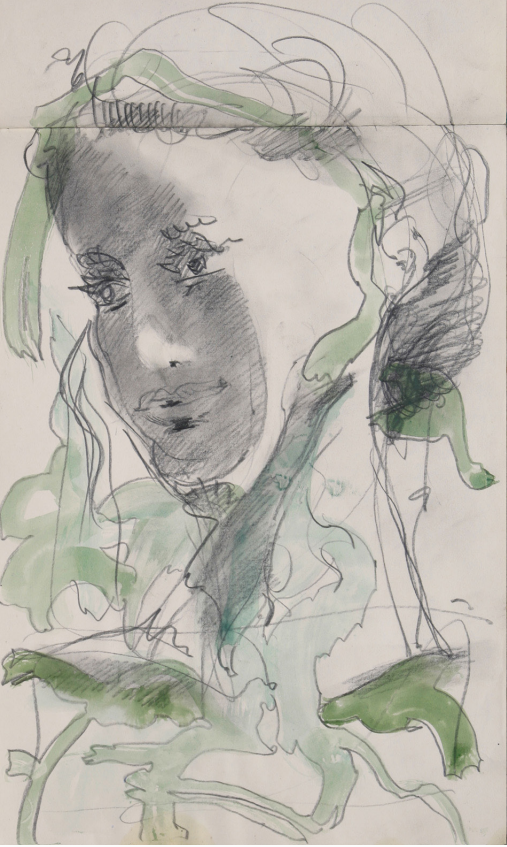
Žena s obličejem ve stínu, 1992
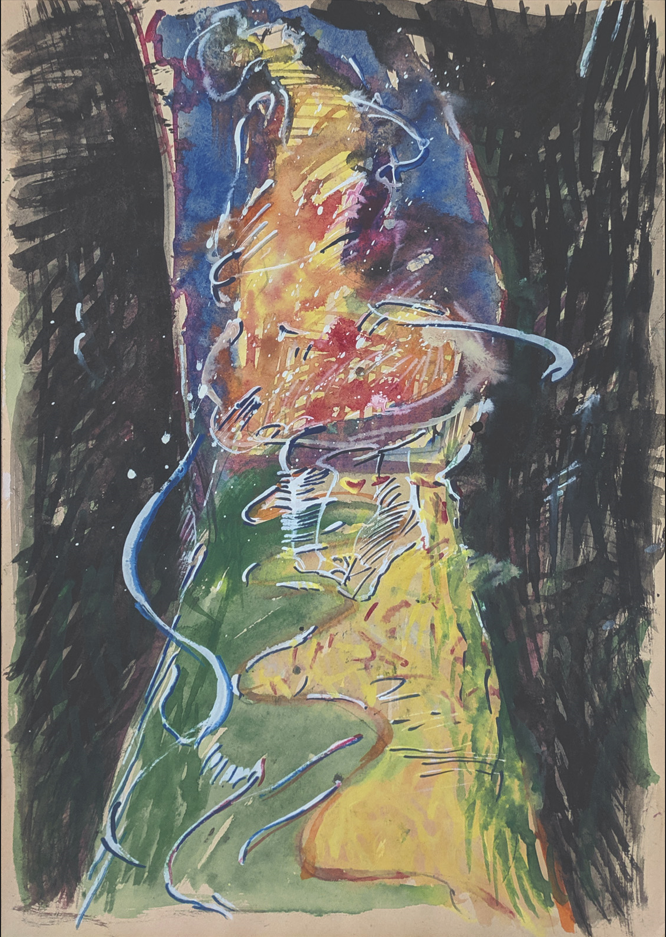
Figura na cestě, 1996
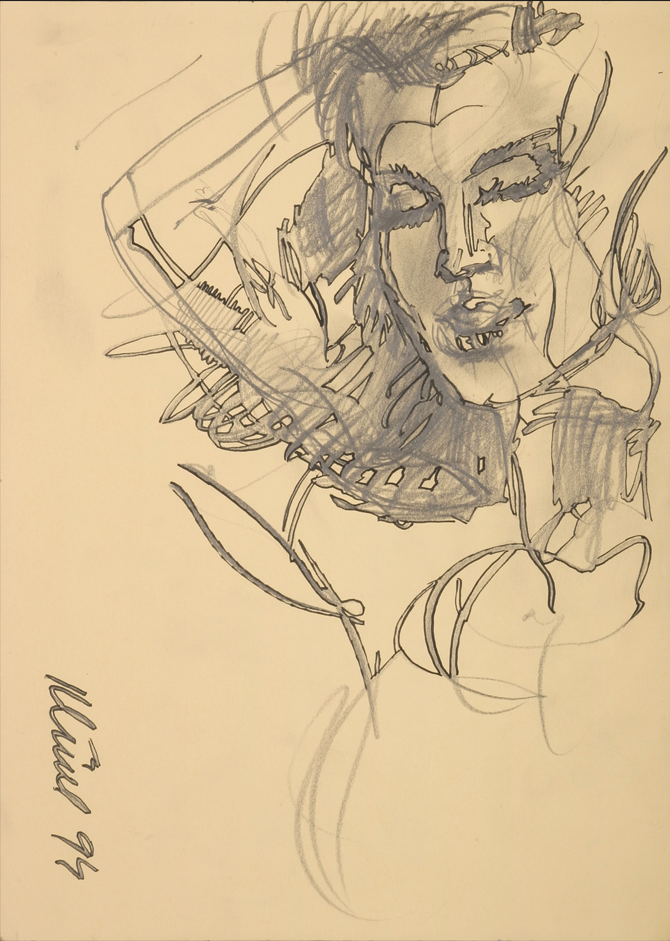
Pavlína, skica, 1994
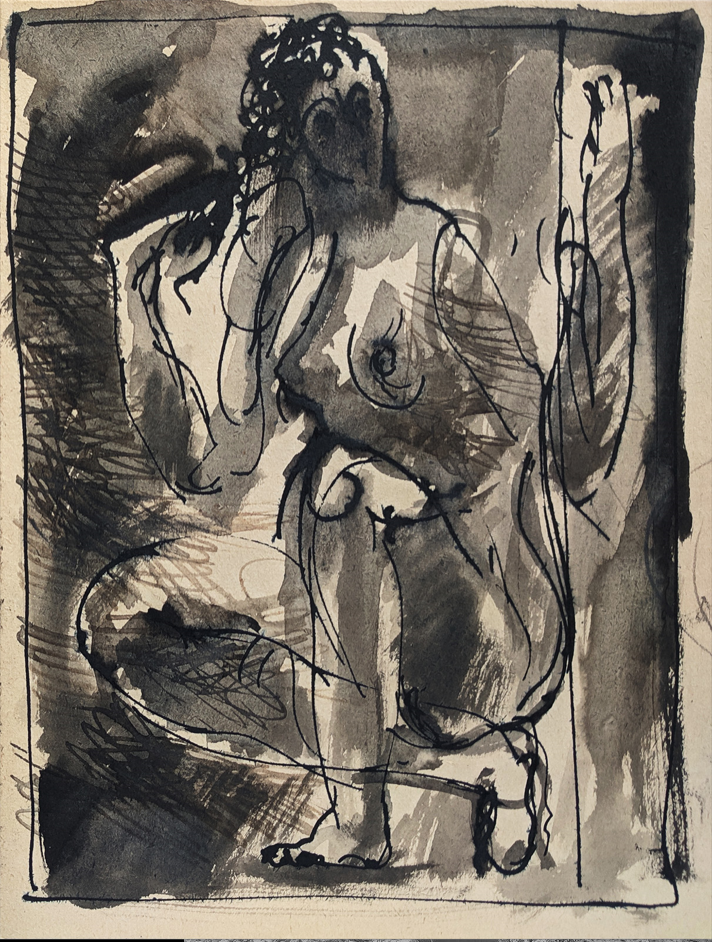
Sedící žena, skica, 1990
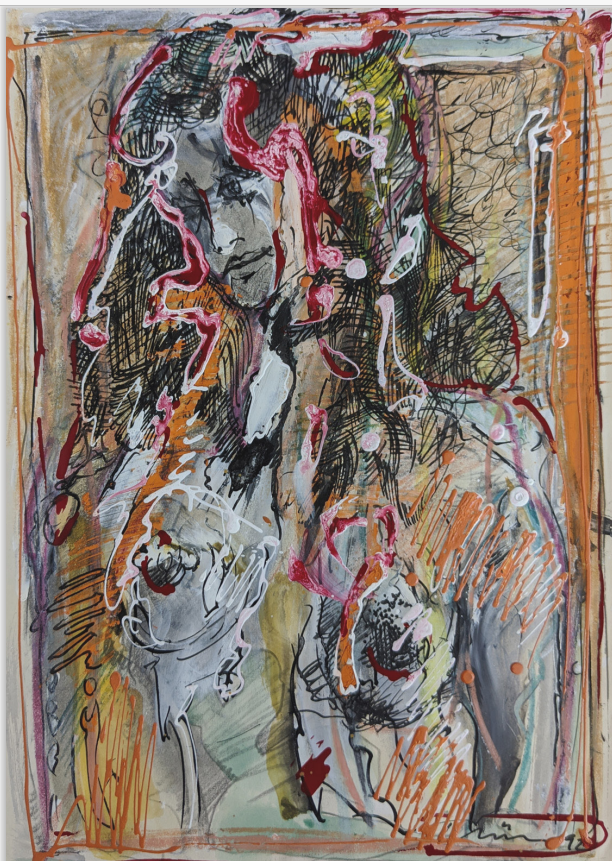
Žena s rozpuštěnými vlasy, 1992
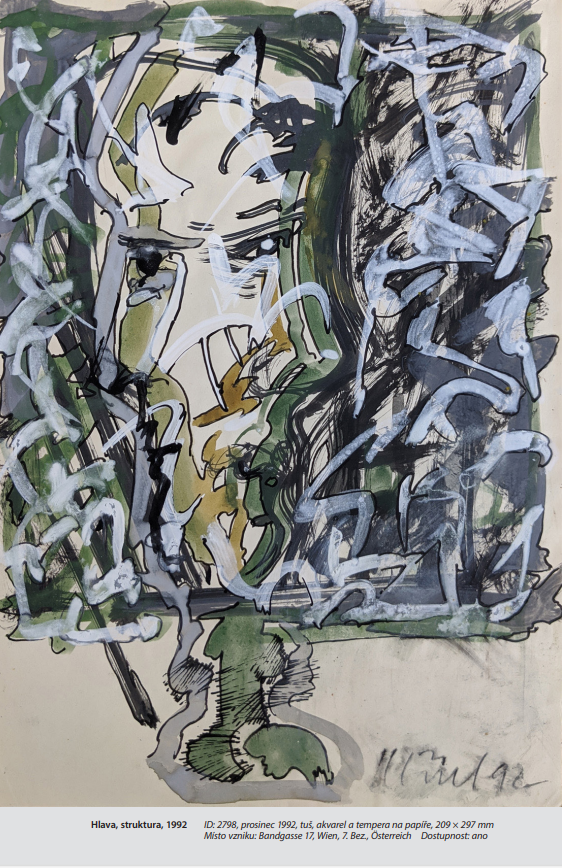
Hlava, struktura, 1992
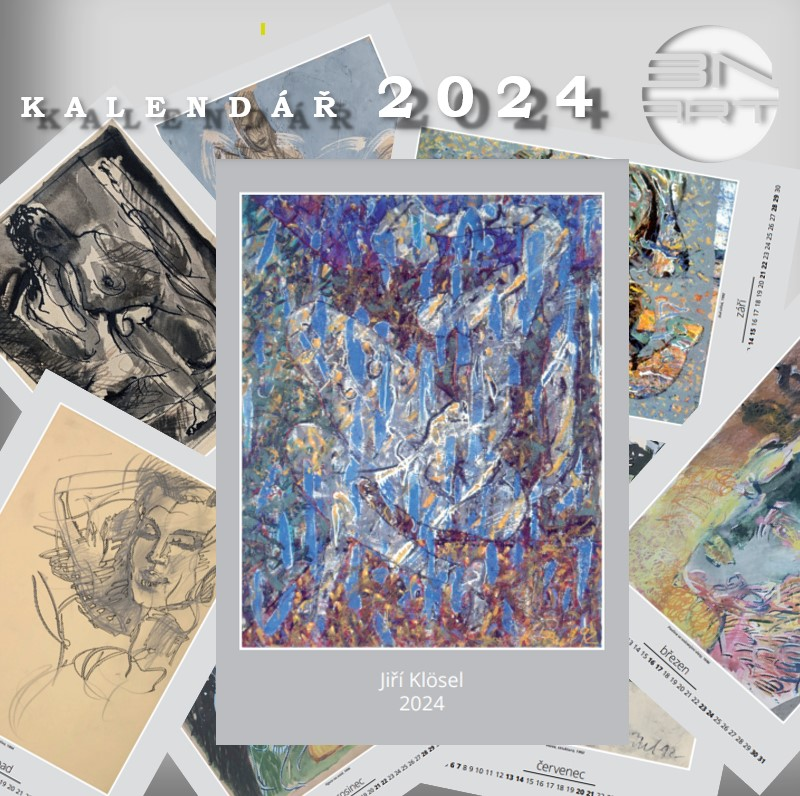
Kalendář 2024